# Ledian Memushaj
Ledian Memushaj, född 7 december 1986, är en albansk fotbollsspelare som spelar för Benevento.
Memushaj debuterade för Albaniens landslag den 17 november 2010 i en 0–0-match mot Makedonien. Han var med i Albaniens trupp vid fotbolls-EM 2016.